# Los Artistas (Tamaulipas)
Los Artistas es una comunidad localizada en el municipio de Nuevo Laredo en el estado mexicano de Tamaulipas. Según el censo INEGI del 2005, Los Artistas tiene una población de 175 habitantes. Está a una altitud de 150 metros sobre el nivel del mar.